# Jozo Acksteiner

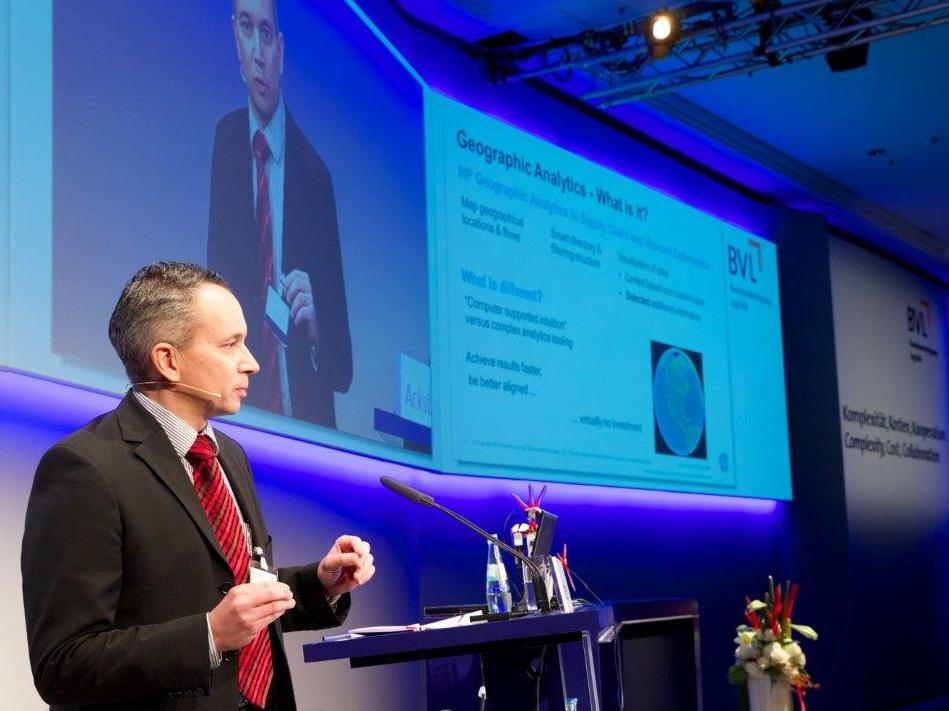
Jozo Acksteiner auf dem BVL Logistikkongress

Jozo Acksteiner (* 1969 in Darmstadt) ist ein deutscher Mathematiker und Professor für Allgemeine Betriebswirtschaftslehre, insbesondere Logistik an der Hochschule Fulda. Die Schwerpunkte seiner Forschungs- und Lehrtätigkeit umfassen Supply Chain Management, Business Analytics und Geographische Analytik. Seit 2018 ist Acksteiner Studiengangsleiter des Dualen Bachelorstudiengangs Logistikmanagement. Er ist Mitglied des erweiterten Vorstands des Hochschullehrerbundes Hessen.

## Werdegang
Acksteiner schloss 1996 ein Diplomstudium der reinen Mathematik an der Universität Wuppertal mit Auszeichnung ab. Im Rahmen seines Promotionsstudiums am Georgia Institute of Technology in Atlanta, USA erlangte er 1999 den Master of Science (M.Sc.) in Angewandter Mathematik und 2001 den Doctor of Philosophy (Ph.D.) in Industrial and Systems Engineering mit den Schwerpunkten Warteschlangentheorie  und Supply Chain Management.
Acksteiner war als Strategieberater und Manager in den Bereichen Supply Chain Management, IT und Business Analytics tätig. Seine beruflichen Stationen umfassen Strategy& (vormals Booz Allen Hamilton), Arcandor, DHL und TNT Post. Vor seiner Berufung 2017 als Professor an die Hochschule Fulda war er Mitglied der Strategic Planning and Modeling Group (SPaM) bei Hewlett Packard und Hewlett Packard Enterprise in Singapur. In Singapur lehrte Acksteiner zudem als außerordentlicher Professor an der National University of Singapore. Acksteiner war Co-Chair des Supply Chain Management Committees der American Chamber of Commerce in Singapur und Board Member der Georgia Institute of Technology Alumni Singapore.

## Publikationen
- BVL Blog, Das Beste aus Zwei Welten (Juni 2018)
- Logistik Heute, Think Globally - Act Locally (November 2015)
- Cross Docking in the High-Tech Industry
- APICS Journal, Reducing spare parts inventory without affecting service levels (Mai 2015)
- Supply Chain Mgmt. Review, Geographic Analytics, How HP Visualizes its Supply Chain (Januar 2013)